# 인스 (스위스)

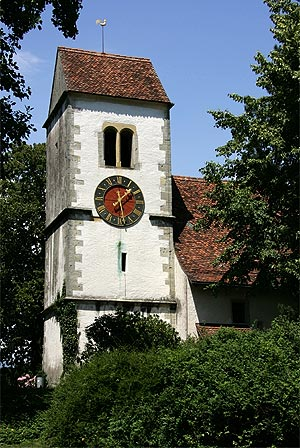
인스의 교회

인스(독일어: Ins)는 스위스 베른주에 있는 도시이다.